# エンパラナイト
エンパラナイトは、2004年10月4日から2005年9月30日まで日本テレビで放送されていた番組である。月～木曜日は25:20～9分間、金曜日は25:44～9分間の放送（プロ野球中継の延長などで放送時間が変更される場合もある）。

## 概要
この番組は生放送ではなく、収録日は水曜日で1週間分まとめ撮りをしている。元々は『ズームイン!!SUPER』の姉妹番組としてスタートしたが、この番組に出演している森麻季アナウンサーが2005年4月1日にズームを卒業したため、ズームに出演していてこの番組にも出演しているアナウンサーはいなくなった。
番組に出演するアナウンサーのグループ名は「エンパラ☆☆ガールズ」。このネーミングは、公募によって決定。当初、「エンパラ☆ガールズ」だったが、番組企画で姓名判断してもらったところ、星をもう一つ増やした方が良いと言う事で「エンパラ☆☆ガールズ」となる。2005年9月よりスタッフロールの表示を開始。2005年2月25日放送分で100回目、同年7月15日放送分で200回目達成。終了までに255回放送した。

## 内容
『ズームイン!!SUPER』内のコーナー『エンタパラダイス』が深夜に出張した番組で、以前はズームのキャラクターのズーミン人形が置かれていたが、森アナがズームを卒業したこともあり2005年4月以降置かれなくなった。なお、本番組終了から2年経った2007年10月から『ズームイン!!SUPER』のエンタパラダイスのコーナーが『エンパラ』となり、同時にロゴがエンパラナイトのロゴにそっくりなものが用いられている。
オープニングは毎週鈴江奈々アナウンサーが考えているダンスを踊る。番組で踊った全51種類のダンスは鈴江アナが振り付けを行った。スタジオゲストやコーナーゲストで日本テレビのアナウンサーが出演することもある。番組内容は、映画、音楽、ゲーム、舞台など、主にエンターテイメント系情報を1週間にわたり取り上げている。最終週（2005年9月26日～9月30日）は過去の総集編が放送された。最終回では、鈴江アナが大学時代MCとして出演していたBSフジの「ヤングライブニッポン」での出演シーンが放送された。
この番組では、番組内で取り上げた内容が、そのまま番組の提供スポンサーになるケースが多い。例えば、最初の週、映画紹介として取り上げられていた「ガーフィールド」が、提供スポンサー「ガーフィールド」としてクレジットされていた。

## 出演者
（番組内ではエンパラ☆☆ガールズとして出演。）
- 森麻季アナウンサー
- 鈴江奈々アナウンサー
- 脊山麻理子アナウンサー

出演者は毎月衣装が変わっている。主に森アナウンサーは緑色、脊山アナウンサーは黄色の衣装で放送開始から統一されていた。鈴江アナウンサーは、番組スタート月の10月だけは、水色の衣装を着ていたが、11月から赤に変更になった。3人の並びは、左から森、鈴江、脊山の順番。

## スタジオゲスト出演者
★印は日本テレビアナウンサー（その後退社した者を含む）
- 吉田栄作
- 羽鳥慎一★（2004年10月、2005年3月、9月と3回出演）
- 小野寺麻衣★
- モンキッキー
- 波田陽区
- はなわ
- 原口あきまさ
- パペットマペット
- 石塚英彦
- 丸藤正道
- KENTA
- 根本はるみ
- 福澤朗★
- 梨元勝
- 吉沢悠
- 中尾彬
- 山川恵里佳
- コージー冨田
- 世理奈
- さかなクン
- 松本志のぶ★
- 馬場典子★
- 西尾由佳理★
- O's
- 山本シュウ
- ROY
- BUZZ
- 田中直樹
- 堀北真希
- ゴンチチ
- ナポレオンズ

## スタッフ
- 構成 村田秀勝 金森直哉
- アシスタントディレクター 宇津圭太 野原卓司 小田玲奈
- ディレクター 狩野丈志 細矢俊明 対馬敬
- 演出 山本浩史
- プロデューサー 海野大輔 坂本水奈 武井泉
- チーフプロデューサー 袴田直希
- 制作協力 東阪企画